# Islândia nos Jogos Olímpicos de Verão de 2020
A Islândia deverá competir nos Jogos Olímpicos de Verão de 2020 em Tóquio. Originalmente programados para ocorrerem de 24 de julho a 9 de agosto de 2020, os Jogos foram adiados para 23 de julho a 8 de agosto de 2021, por causa da pandemia COVID-19.
Desde a estreia oficial da nação em 1912, atletas islandeses participaram de todas as edições dos Jogos Olímpicos de Verão, exceto em quatro ocasiões, como consequência da Grande Depressão (1920 a 1932). As nações irão marchar na ordem da escrita japonesa utilizando Katakana; portanto, a Islândia será a terceira na parada das nações, após Grécia, que tradicionalmente inicia a parada das nações desde 1928, e Equipe Olímpica de Refugiados

## Competidores
Abaixo está a lista do número de competidores nos Jogos.
| Esporte   | Masculino | Feminino | Total |
| --------- | --------- | -------- | ----- |
| Atletismo | 1         | 0        | 1     |
| Natação   | 1         | 1        | 2     |
| Tiro      | 1         | 0        | 1     |
| Total     | 3         | 1        | 4     |

## Atletismo
A Islândia recebeu vaga de universalidade da IAAF para enviar um atleta para as Olimpíadas.
- Nota– As posições para os eventos de pista são em relação à bateria do atleta
- Q = Qualificado para a próxima fase
- q = Qualificado para a próxima fase como o perdedor mais rápido ou, em eventos de campo, pela posição sem atingir o alvo para qualificação
- NR = Recorde nacional
- N/A = Fase não aplicável para o evento
- Bye = Atleta não precisou disputar aquela fase

Eventos de campo
| Atleta               | Evento                        | Qualificação | Qualificação | Final     | Final   |
| Atleta               | Evento                        | Distância    | Posição      | Distância | Posição |
| -------------------- | ----------------------------- | ------------ | ------------ | --------- | ------- |
| Guðni Valur Guðnason | Lançamento de disco masculino |              |              |           |         |

## Natação
Nadadores islandeses conquistaram marcas de qualificação para os seguintes eventos (até o máximo de 2 nadadores em cada evento com o Tempo de Qualificação Olímpica (OQT) e potencialmente 1 com o Tempo de Seleção Olímpica (OST)):
| Atleta                   | Evento                | Eliminatória | Eliminatória | Semifinal | Semifinal | Final | Final   |
| Atleta                   | Evento                | Tempo        | Posição      | Tempo     | Posição   | Tempo | Posição |
| ------------------------ | --------------------- | ------------ | ------------ | --------- | --------- | ----- | ------- |
| Anton Sveinn McKee       | 200 m peito masculino |              |              |           |           |       |         |
| Snæfríður Jórunnardóttir | 100 m livre feminino  |              |              |           |           |       |         |
| Snæfríður Jórunnardóttir | 200 m livre feminino  |              |              |           |           |       |         |

## Tiro
A Islândia recebeu uma vaga de alocação da ISSF para enviar Asgeir Sigurgeirsson na pistola masculina para as Olimpíadas, contanto que a marca de qualificação mínima (MQS) tivesse sido preenchida. 
| Atleta               | Evento                       | Qualificação | Qualificação | Final  | Final   |
| Atleta               | Evento                       | Pontos       | Posição      | Pontos | Posição |
| -------------------- | ---------------------------- | ------------ | ------------ | ------ | ------- |
| Asgeir Sigurgeirsson | Pistola de ar 10 m masculino |              |              |        |         |